# Sijtje Aafjes
Sijtje Antje Agatha Johanna Aafjes (Amsterdam, 22 augustus 1893 – Rotterdam, 16 april 1972) was een Nederlands illustrator, boekbandontwerper, aquarellist en pentekenaar. Tevens was zij lerares op de bewaarschool, Tolhuisstraat Katendrecht Rotterdam in de jaren 20-30, alwaar zij haar eigen klaslokaalmuren decoreerde met fraaie tekeningen. 
Zij was vooral bekend door het illustreren van veel kinderboeken, onder andere van die van Sara Maria Bouman-van Tertholen en van Anna Sutorius, waarvoor zij ook de boekbanden ontwierp. De meeste illustraties van Sijtje Aafjes verschenen bij uitgeverij Van Goor te Gouda en Uitgeverij Kluitman te Alkmaar.
Daarnaast maakt ze illustraties voor verschillende tijdschriften zoals De Vrouw en haar huis en Kiekeboe. Ze heeft ook zelf een aantal kinderboeken uitgegeven en geïllustreerd. Ook illustreerde ze ansichtkaarten, boekbanden en stofomslagen.
Ze werd beïnvloed door Berhardina Midderigh-Bokhorst en haar stijl is verwant aan het werk van Rie Cramer. Nadat zij eerst onderwijzeres was op een bewaarschool bekwaamde Aafjes zich in het tekenen en bezocht later de Academie van Beeldende Kunsten te Rotterdam. Hier volgde zij een cursus anatomie onder leiding van A.H.R. van Maasdijk.

## Eigen publicaties
- Voor broertjes en zusjes (1921)
- Wie leest en kijkt mee, de versjes en prentjes van 't ABC (1923)

- Biografisch Portaal: 33290445
- Digitale Bibliotheek voor de Nederlandse Letteren: aafj002
- Gemeinsame Normdatei: 1143988442
- International Standard Name Identifier: 0000 0000 3874 628X
- Library of Congress Control Number: nb2001087768
- Nederlandse Thesaurus van Auteursnamen: 071374906
- RKD-Nederlands Instituut voor Kunstgeschiedenis: 15
- Union List of Artist Names: 500556831
- Virtual International Authority File: 53655737
- WorldCat: E39PBJp9tfWyF49WKKfmcmyTpP